# Olivier von Beaulieu-Marconnay

Olivier von Beaulieu-Marconnay

Olivier Hans Adolf Leo Freiherr von Beaulieu-Marconnay (* 14. September 1898 in Berlin; † 26. Oktober 1918 in Arlon) war ein deutscher Jagdflieger im Ersten Weltkrieg und jüngster Ritter des Ordens Pour le Mérite.

## Leben

### Herkunft
Olivier entstammte der adligen Hugenottenfamilie Beaulieu-Marconnay. Seine Eltern waren der preußische Hauptmann Carl Wilhelm Freiherr von Beaulieu-Marconnay (1866–1906) und dessen Ehefrau Ottilie geb. von Schell (1869–1951). Sein jüngerer Bruder Sigurd-Horstmar von Beaulieu-Marconnay (1900–1953), zuletzt Oberst, starb 1953 in sowjetischer Kriegsgefangenschaft in Krasnopolje. Seine Schwester Carla Martha (1894–1979) heiratete 1920 den Fliegeroffizier und Referenten im Reichswehrministerium Walter Stahr (1882–1948). Ein weiterer Bruder Heinz (1896–1945) war ebenfalls im Bereich der Luftwaffe tätig. Er überlebte eine Notlandung auf US-amerikanischer Seite mit seiner Fokker D.VII und geriet damit in US-Kriegsgefangenschaft. Er kam am 14. März 1945 bei Magnitogorsk ums Leben.

### Militärkarriere
Direkt von der Kadettenanstalt kam er im Juni 1915 als Fahnenjunker zur Ersatz-Eskadron des Dragoner-Regiments „von Bredow“ (1. Schlesisches) Nr. 4. Mit dem Regiment kämpfte er an der Ostfront, wurde dort am 28. Juli 1916 zum Leutnant befördert und erhielt im Herbst desselben Jahres für seine Leistungen bei den Kämpfen in den Prypjatsümpfen das Eiserne Kreuz.
Wie sein älterer Bruder Heinz von Beaulieu-Marconnay meldete er sich im Frühjahr 1917 zur Fliegertruppe und bestand im November 1917 seine Prüfung als Flugzeugführer. Am 1. Dezember 1917 kam „Bauli“, wie ihn seine Kameraden nannten, zur Jagdstaffel 18, schließlich am 20. März 1918 erfolgte seine Versetzung zur Jagdstaffel 15, die von Joseph Veltjens geführt wurde. Dort gehörte er mit Georg von Hantelmann und Hugo Schaefer zu den unzertrennlichen Drei. Als ehemaliger Dragoner markierte er sein blau angestrichenes Flugzeug mit einem stilisierten „4D“. Er erzielte seinen ersten Luftsieg erst am 28. Mai 1918 über eine Dorand AR.2 bei Soissons, neun Tage später schoss er eine Airco D.H.4 und eine Royal Aircraft Factory S.E.5a ab. Ende Juni hatte er bereits acht, nach weiteren zwei Monaten 21 Luftsiege erzielt, allein sechs davon innerhalb von nur vier Tagen.
Am 2. September 1918 übernahm er mit nur 19 Jahren die Führung der Jagdstaffel 19. Am 16. Oktober 1918 geriet er während eines Luftkampfs in das MG-Feuer einer eigenen Maschine, möglicherweise von der Jagdstaffel 74. Schwer verwundet musste er notlanden und erlag am 26. Oktober 1918 im Lazarett in Arlon seinen Wunden.
Kurz zuvor hatte er erfahren, dass ihm nach 25 Luftsiegen der Orden Pour le Mérite verliehen worden war, nachdem er bereits vorher das Ritterkreuz des Königlichen Hausordens von Hohenzollern mit Schwertern erhalten hatte. Mit nur 20 Jahren war Leutnant Olivier Freiherr von Beaulieu-Marconnay der jüngste Ritter dieses Ordens.

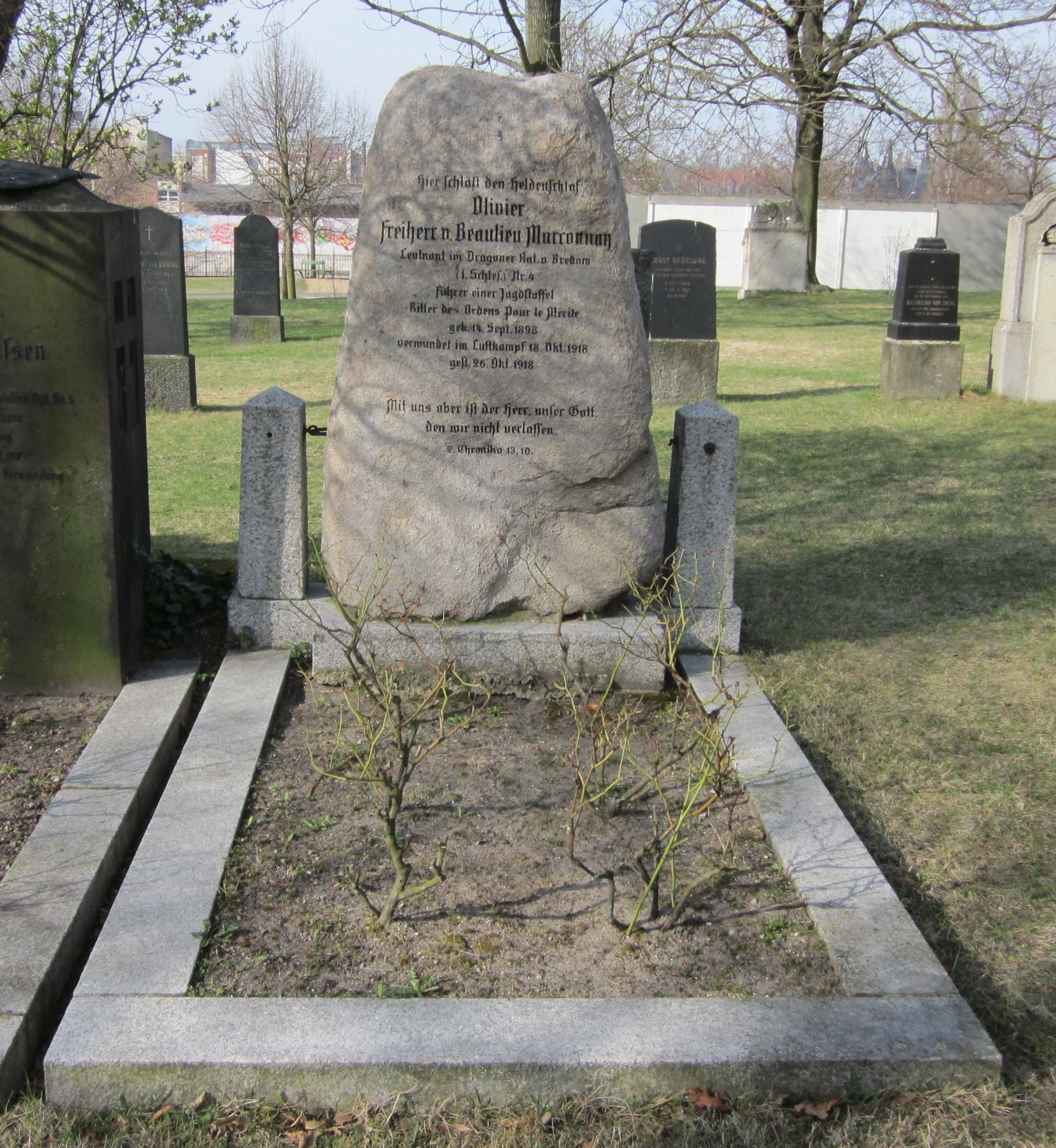
Grabmal von Olivier von Beaulieu-Marconnay auf dem Berliner Invalidenfriedhof

Olivier von Beaulieu-Marconnay ruht auf dem Invalidenfriedhof in Berlin (Grabstelle II/13/16). Die Grabinschrift lautet:
„Hier schläft den Heldenschlaf

Olivier

Freiherr v. Beaulieu Marconnay

Leutnant im Dragoner Rgt. v. Bredow

(1. Schles.) Nr. 4

Führer einer Jagdstaffel

Ritter des Ordens Pour le Mérite

geb. 14. Sept. 1898

verwundet im Luftkampf 18. Okt. 1918

gest. 26. Okt. 1918

«Mit uns aber ist der Herr, unser Gott,

den wir nicht verlassen».

2. Chronica 13,10.“